# هنریکه آدریانو باس
هنریکه آدریانو باس (به پرتغالی: Henrique Adriano Buss) فوتبالیست اهل برزیل است. او در تیم باشگاهی پالمیراس در لیگ برتر فوتبال برزیل بازی‌می‌کند. او تا به حال برای برزیل شش بار به میدان رفته‌است.